# سایوز تی‌ام‌ای-۱۶ام
سایوز-تی‌ام‌ای-۱۶ام (به روسی: Союз )(به معنای اتحاد) یک مأموریت سرنشین دار سازمان ملی فضانوردی روسیه به سمت ایستگاه فضایی بین‌المللی محسوب می‌شود.
میخائیل کورنینکو و اسکات کلی توانستند حدود ۱ سال را در فضا بمانند. همچنین فضاپیمای این مأموریت وظیفه ارسال و بازگرداندن تعدادی از فضانوردان گروه اعزامی ۴۳ و گروه اعزامی ۴۴ را نیز بر عهده داشت.

## خدمه مأموریت
| نام              | ملیت                | تعداد پرواز | نقش عملیاتی | تصویر |
| گنادی پادالکا    | روسیه               | ۵           | فرمانده     |       |
| میخائیل کورنینکو | روسیه               | ۲           | مهندس پرواز |       |
| اسکات کلی        | ایالات متحده آمریکا | ۴           | مهندس پرواز |       |

## نگارخانه

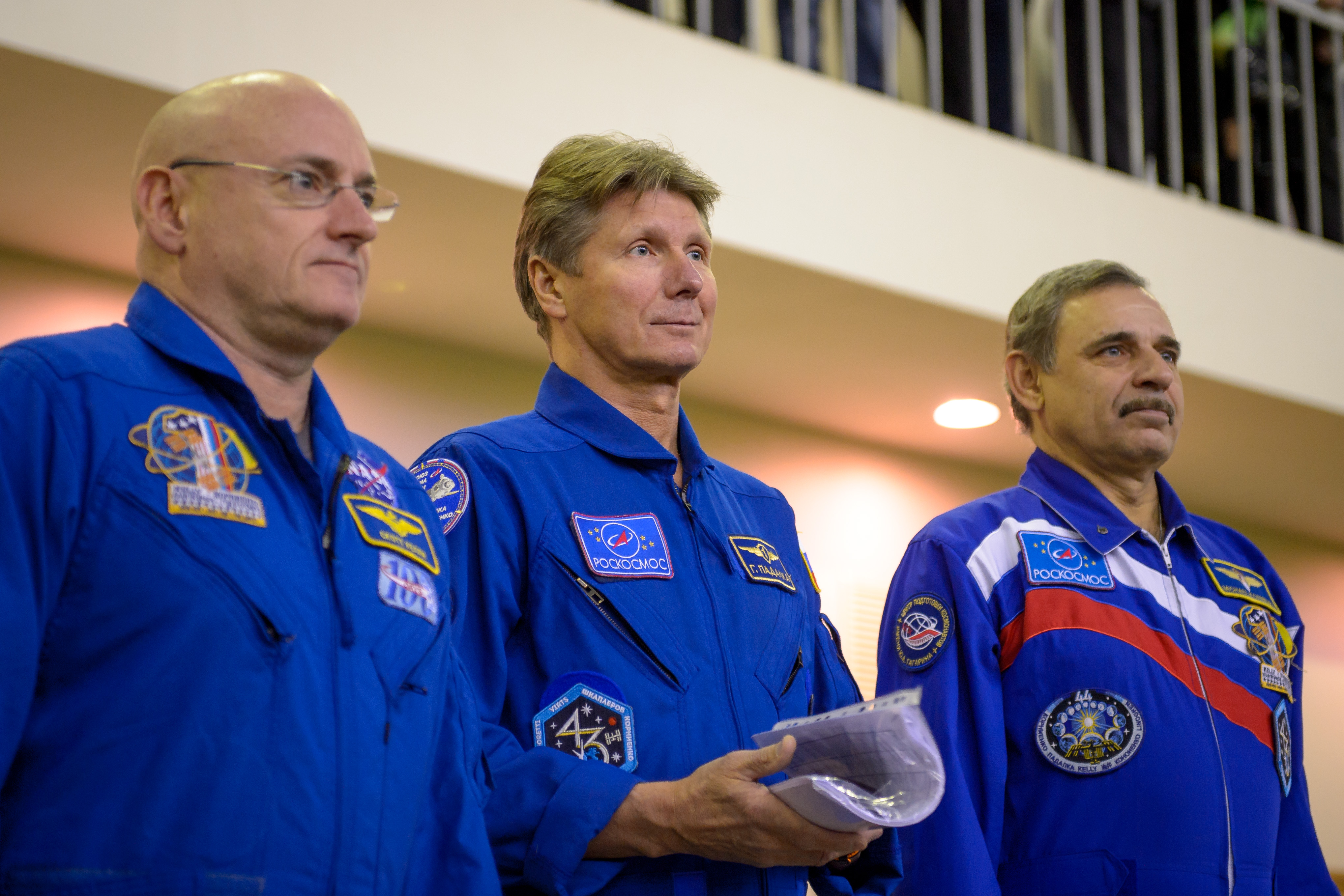
فضانوردان اصلی تی‌ام‌ای-۱۶ام
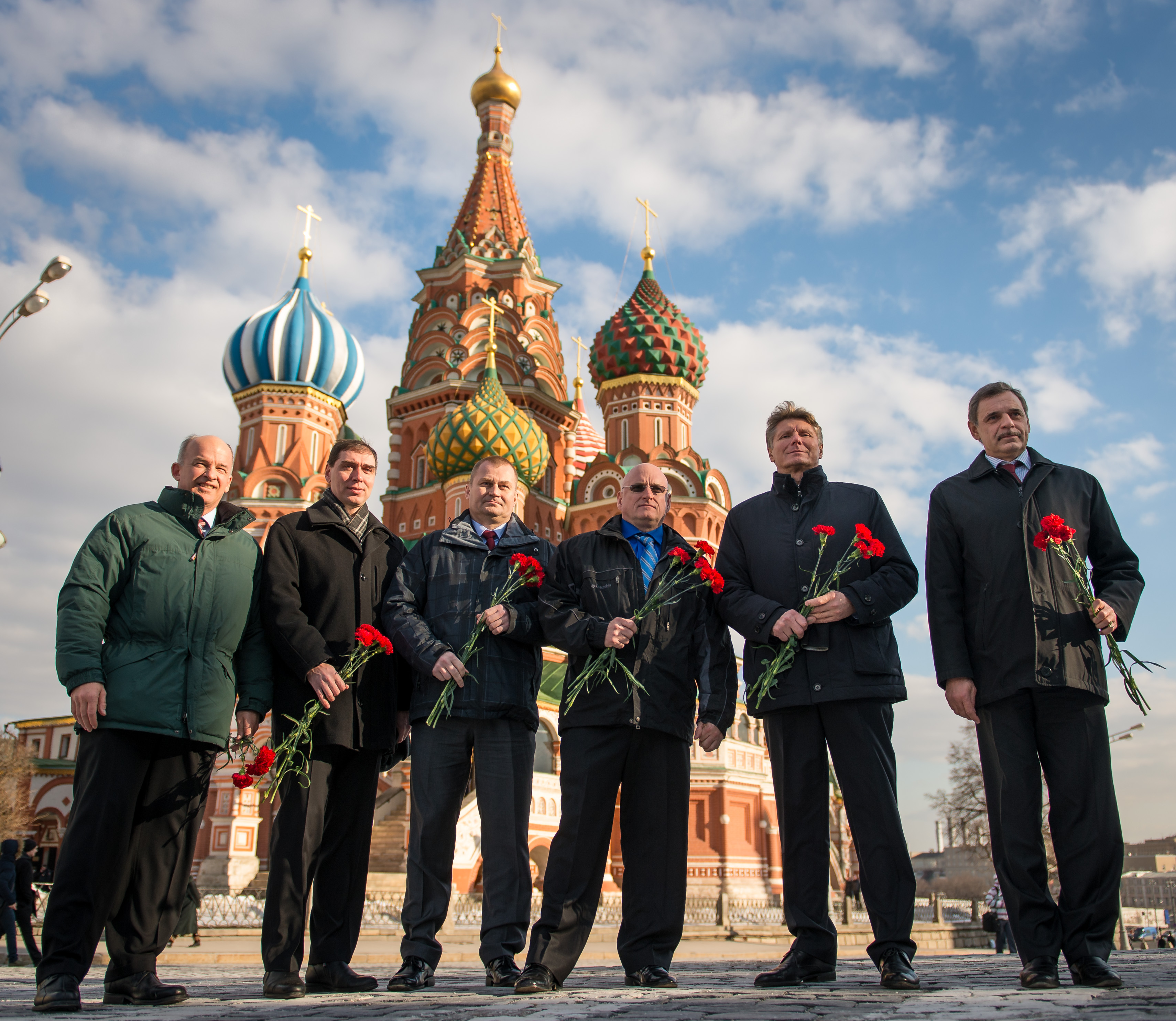
فضانوردان اصلی و پشتیبان تی‌ام‌ای-۱۶ام
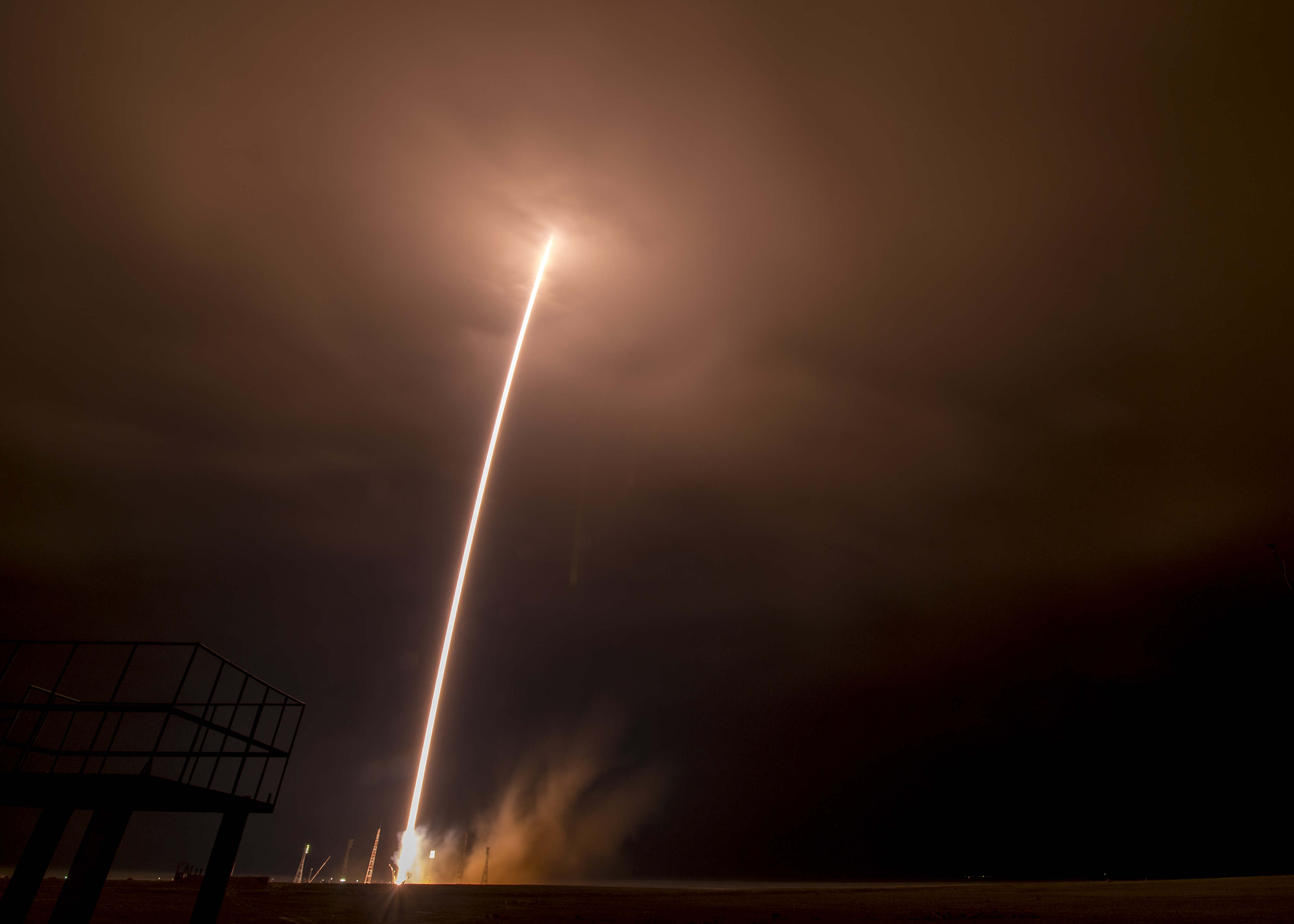
پرتاب تی‌ام‌ای-۱۶ام
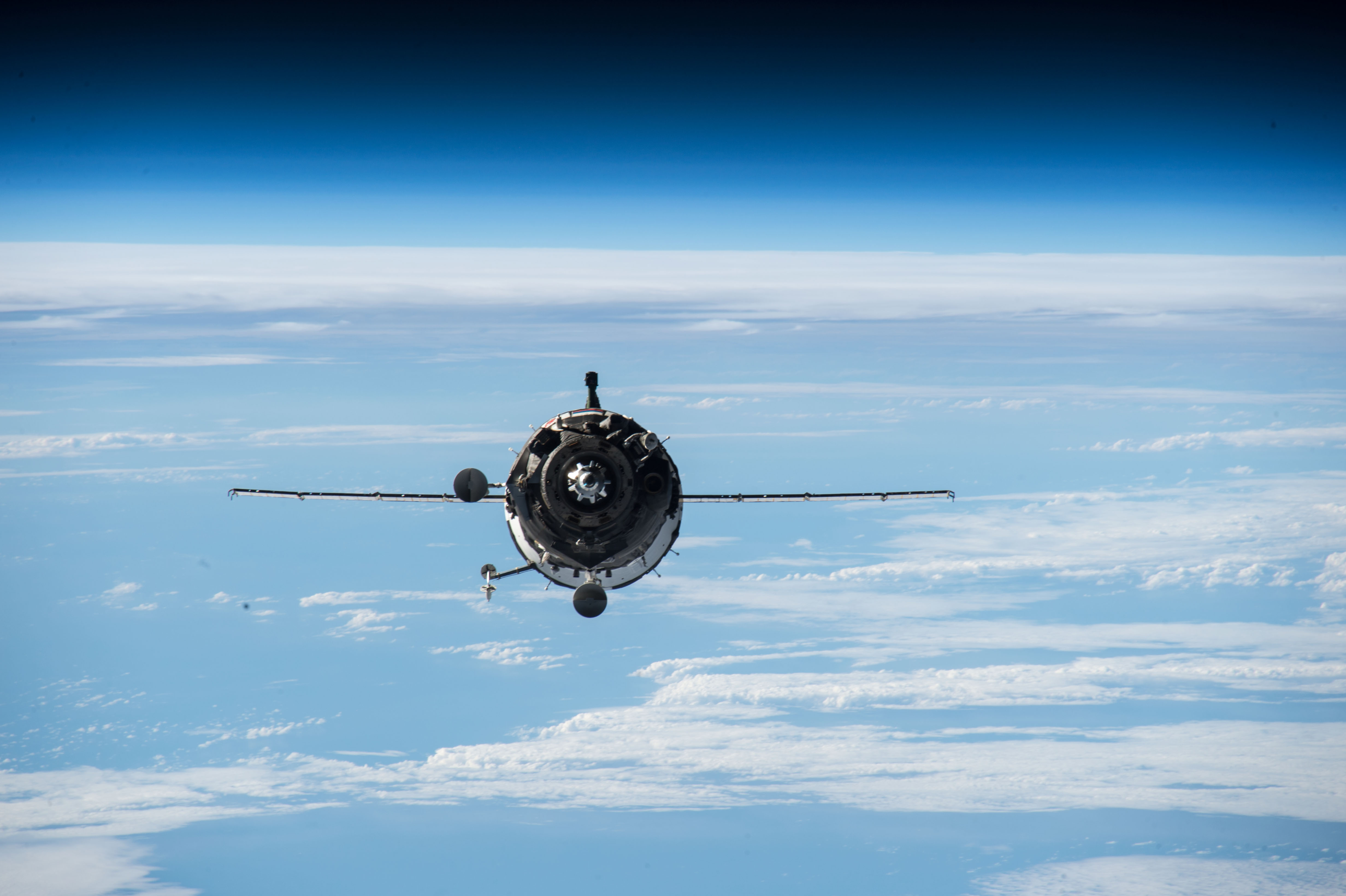
تی‌ام‌ای-۱۶ام به ایستگاه نزدیک می‌شود
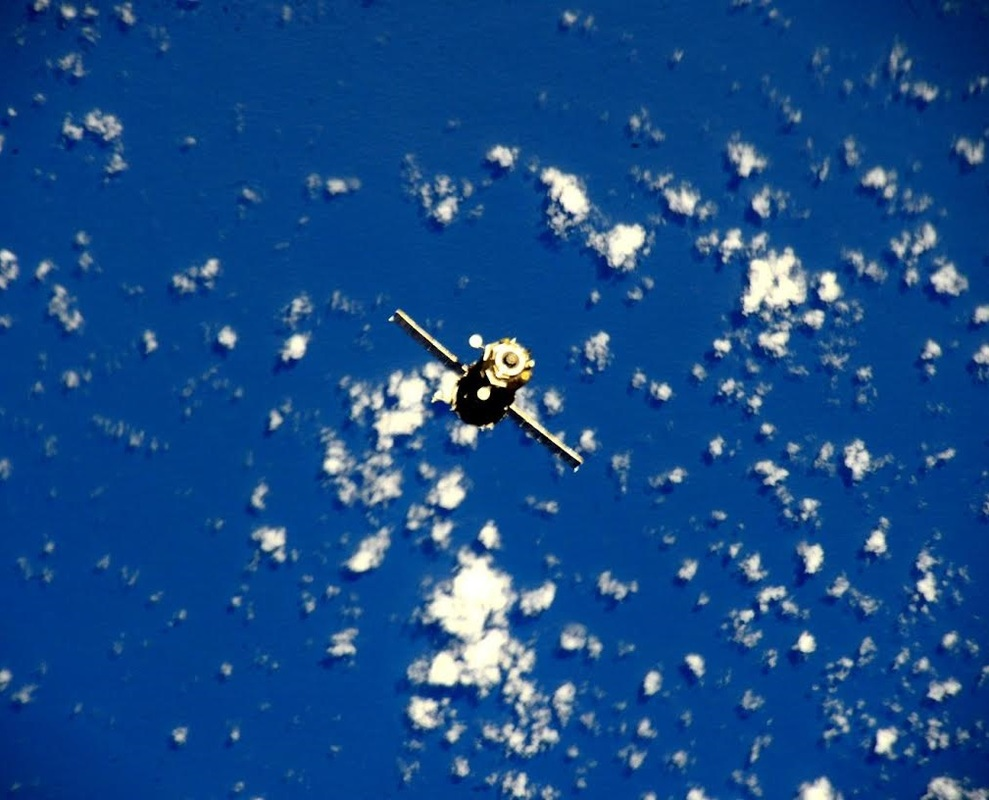
تی‌ام‌ای-۱۶ام در راه بازگشت به زمین